# Смит, Генри Уолтон
Генри Уолтон Смит (1738—1792) — английский предприниматель, создатель первой сети магазинов WHSmith в Великобритании.

## Биография
Родился в 1738 году.
Рос в Рингтоне, графство Сомерсет. Затем переехал в Лондон и стал личным помощником Чарльза Роджерса — английского таможенника и коллекционера произведений искусства.
В 1792 году Генри Смит вместе с женой Анной основал в Лондоне свой бизнес по продаже книг и газет, начав с газетного киоска. Каретой они распространяли газеты в сельской местности, расширившись до книгторговли.
Смит умер всего через несколько месяцев — 23 августа 1792 года, Анна продолжала вести бизнес до своей смерти в 1816 году. Затем дело переняли дети.

## Семья
27 октября 1784 года Генри Уолтон Смит женился на Анне Исто (Anna Eastaugh, 1756—1816), служанке у вдовы торговца углем, что привело Смита к потере наследства. У них было два сына — Генри Эдвард Смит и Уильям Генри Смит, а также дочь Мэри Энн Смит.